# Risbury
Risbury – wieś w Anglii, w hrabstwie Herefordshire. Leży 16 km na północ od miasta Hereford i 191 km na północny zachód od Londynu.